# IBM 702

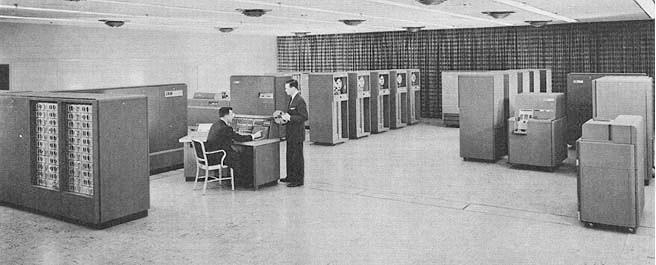
IBM 702 関連装置群がすべて写っている。左から右に向かって、ウィリアムス管（メモリー）、IBM 717プリンタ、制御卓（二人の人物が向かい合っている位置）、IBM 757プリンタ制御装置、IBM 752磁気テープ制御装置、IBM 727磁気テープ装置（5台並んでいる）、IBM 732磁気ドラム装置、IBM 727磁気テープ装置（5台ある）、IBM 712カード読み取り装置、IBM 722カード穿孔器、IBM 756カード読み取り制御装置、IBM 758カード穿孔制御装置、である。

IBM 702は、1953年に発表されたIBMのビジネス用途のコンピュータ。

## 背景
Selective Sequence Electronic Calculatorでコンピュータへの一歩を踏み出したIBMは、1949年にふたつのコンピュータ開発プロジェクトを開始した。ひとつは磁気ドラムメモリを使用したマシンで、これが後にIBM 650となった。もうひとつが後にIBM 702 となる磁気テープを使用したマシンである。IBMは以前からパンチカードに替わる記憶媒体として磁気テープを研究していたが、社内ではあまり重要視されず、研究は進んでいなかった。しかし、UNIVAC Iの成功に刺激されてプロジェクトは加速されることとなった。さらに1951年ごろにはIASマシンの設計に基づいたIBM 701のプロジェクトも開始され、IBMは3つのコンピュータ開発プロジェクトを並行して実施。
こうして開発された IBM 702 は1953年9月に発表され、翌年6月までに50台を受注しているが、出荷は1955年初めまでずれ込んだ。この遅れに際して注文をキャンセルされずに済んだのはUNIVAC側の戦略が甘かったためとの見方がある。

## 詳細
データ形式は任意長の文字列であり、終端に「レコードマーク」を置く。命令形式は5文字で、うち1文字が命令コード、4文字がアドレスである。レジスタは2つのアキュムレータで、それぞれ512文字分のサイズがある。メモリはウィリアムス管で2000文字から10000文字分の容量があった。
UNIVAC Iへの対抗機種であったが、メモリにウィリアムス管を採用したことで水銀遅延線のUNIVACよりも信頼性が高かった。また、モジュール構成になっていたため、運搬が容易であった。UNIVAC I は一体構造だったので顧客へ納入するのも一苦労だったという。
1955年まで、コンピュータ設置台数でUNIVACに負けていたが、翌年には逆転し、以降IBMが首位を走り続けることとなった。

## 後継機種
ウィリアムス管はIBMの認識としては信頼性が低かったが、水銀遅延線よりはマシといったレベルだった。そのため磁気コアメモリが実用化されると即座に採用した後継機種を開発し、1954年にモデル705として発表した。705 は702とほぼ互換性のあるアーキテクチャだったが、微妙な差異がある。
IBM 7080は IBM 705 のトランジスタ化版であり、他にも様々な改善が施されている。